# Ґлінкі (Кольненський повіт)
Ґлінкі (пол. Glinki) — село в Польщі, у гміні Кольно Кольненського повіту Підляського воєводства.
Населення — 193 особи (2011).
У 1975-1998 роках село належало до Ломжинського воєводства.

## Демографія
Демографічна структура станом на 31 березня 2011 року:
|          | Загалом | Допрацездатний вік | Працездатний вік | Постпрацездатний вік |
| -------- | ------- | ------------------ | ---------------- | -------------------- |
| Чоловіки | 93      | 24                 | 61               | 8                    |
| Жінки    | 100     | 33                 | 51               | 16                   |
| Разом    | 193     | 57                 | 112              | 24                   |